# Фарон
Фаро́н (фр. Faron) — гора на юге Франции, расположенная на побережье Средиземного моря в департаменте Вар, возле города Тулон. Высота над уровнем моря — 584 м.
На вершине горы имеются остатки фортификационных сооружений XVII-XVIII веков, а также военный мемориал, посвященный вторжению войск антигитлеровской коалиции в южную Францию 15 августа 1944 года (операция Драгун). На горе Фарон также расположен национальный парк, специализирующийся на разведении животных семейства кошачьих: тигров, пантер, рысей, барсов, ягуаров, пум и др.
Один из этапов велогонки Тур Средиземноморья традиционно включает восхождение на гору Фарон. Подняться на гору можно по пешеходной или автомобильной дороге, а также по начинающейся в городе канатной дороге «Téléphérique du mont Faron» (подъём на ней занимает около шести минут).

## Галерея

Вид из Тулона
Вид на Тулон с вершины горы, канатная дорога
Mont Faron
Mont Faron
Остатки фортификационных сооружений
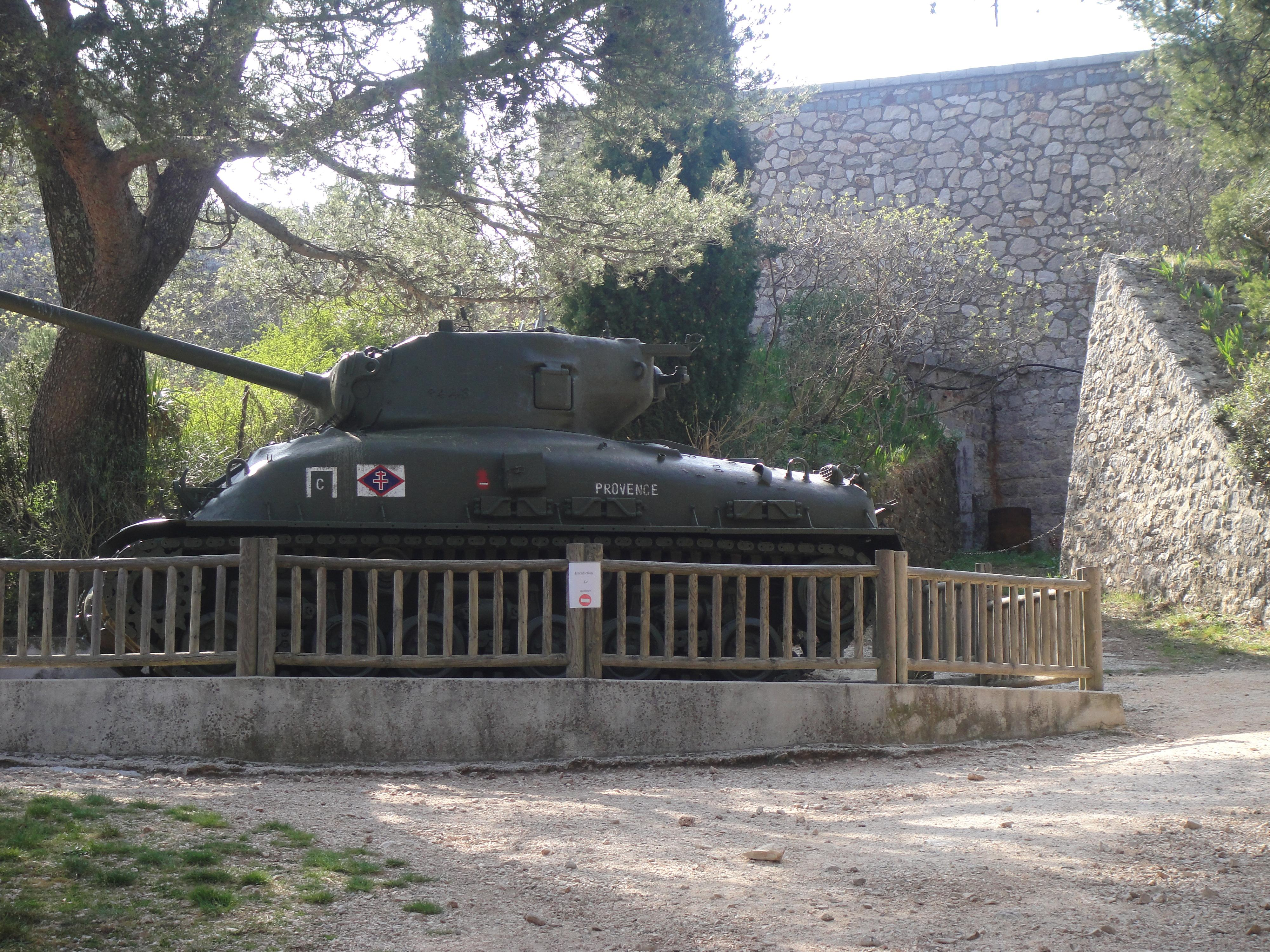
Военный мемориал